# كارلوس دياز (لاعب كرة قدم مواليد 1982)
كارلوس دياز (بالإسبانية: Carlos Alberto Díaz) (28 نوفمبر 1982 بنيكوكلي في كولومبيا - ) هو لاعب كرة قدم كولومبي في مركز الدفاع. لعب مع أتلتيكو ناسيونال وأتليتيكو هويلا وأونس كالداس ونادي إنفيغادو وBoyacá Chicó F.C. ‏ وديبورتيفو بيريرا وكوكوتا ديبورتيفو ‏.

## وصلات خارجية
- كارلوس دياز على موقع Soccerway.com (الإنجليزية)
- كارلوس دياز على موقع AS.com (الإسبانية)